# Jelena Marković
Jelena Marković (n. 20 aprilie 1990, în Podgorica) este o jucătoare de handbal din Muntenegru care joacă la clubul românesc SCM Timișoara din Divizia A. Marković evoluează pe postul de intermediar dreapta.
În anul 2012, Marković a fost aproape de un transfer la echipa HC Dunărea Brăila.

## Palmares

### Club
- Liga Campionilor EHF:
  -  Câștigătoare: 2012

- Cupa Cupelor EHF:
  -  Câștigătoare: 2010

### Echipa națională
- Campionatul Mondial pentru Tineret:
  -  Medalie de bronz: 2010